# William F. Johnston
William Freame Johnston, född 29 november 1808 i Greensburg i Pennsylvania, död 25 oktober 1872 i Pittsburgh i Pennsylvania, var en amerikansk politiker. Han var Pennsylvanias guvernör 1848–1852.
Johnston studerade juridik och arbetade sedan som distriktsåklagare i Armstrong County. Guvernör Francis R. Shunk avgick år 1848 av hälsoskäl och efterträddes av Johnston som vid den tidpunkten var talman i Pennsylvanias senat. Som guvernör representerade Johnston Whigpartiet. Han efterträddes 1852 som guvernör av William Bigler. Johnston avled 1872 och gravsattes på Allegheny Cemetery i Pittsburgh.